# Jean Vérines
Jean Marie Alexandre Vérines (Brive-la-Gaillarde, 16 avril 1894 – Cologne, 20 octobre 1943), est un militaire, officier de gendarmerie et résistant français.

## Biographie
Né à Brive-la-Gaillarde dans la Corrèze, il est le fils d'un comptable, Germain Antoine Vérines, et de Jeanne Marie Émilie Tournier.

### Première Guerre mondiale
Mobilisé le 6 septembre 1914 comme soldat au 126e régiment d'infanterie (RI), il est promu sergent, puis affecté au 147e RI le 24 mars 1915.
Il est blessé une première fois le 16 juin 1915 à la jambe droite.
Promu aspirant le 16 avril 1916, puis sous-lieutenant le 18 septembre suivant, Vérines est nommé chevalier de la Légion d’honneur le 6 mars 1918 avec la citation suivante :

« Officier d'une énergie et d'une bravoure remarquables. A été blessé grièvement le 29 avril 1917 à Sapigneul, en observant l'ennemi par-dessus le parapet au cours d'une alerte. Perte de la vision de l’œil droit. Une blessure antérieure. Trois citations. »

### Officier de gendarmerie
En juin 1919, il intègre l'école des officiers de la Gendarmerie nationale.
Lieutenant, il sert en métropole, puis dans le corps d'occupation de Constantinople en 1921.
Il se marie à Constantinople, le 7 août 1921 avec Émilie Jeanne Fernande Laure Oscarine Ghislaine du Cormez.
Le 14 décembre 1921, il est affecté en Syrie, alors sous mandat français.
Rapatrié en France en 1922, le lieutenant Vérines est affecté à la section de gendarmerie de Saint-Pierre (La Réunion), le 3 janvier 1924.
Capitaine le 1er janvier 1928, Vérines est promu au grade d'officier de la Légion d’honneur le 10 décembre 1936.
Chef d'escadron le 20 juin 1937, il prend le commandement du 3e bataillon de la Garde républicaine de Paris.

### Résistance intérieure
Jean Vérines intègre en août 1940 un réseau de résistance, qui deviendra en août sous l’impulsion de Maurice Duclos, son fondateur, émissaire du général de Gaulle, le premier réseau en France occupée sous le nom de réseau Saint-Jacques.
Son réseau est en grande partie démantelé en août 1941.
Le 23 septembre 1941, il est nommé commandant militaire de l'hôtel des Invalides.
Arrêté le 10 octobre 1941, Jean Vérines est interné au secret pendant 2 mois au centre pénitentiaire de Fresnes puis déporté en Allemagne le 9 décembre 1941 à la prison de Düsseldorf.
Condamné à mort en août 1943 par le Tribunal du peuple de Berlin,, il est fusillé le 20 octobre 1943  à Cologne.
En 1945 il est promu lieutenant-colonel à titre posthume, avec effet rétroactif à compter du 25 décembre 1941.

## Décorations
Jean Vérines est récipiendaire des décorations suivantes :
- Officier de la Légion d'honneur (décret du 10 décembre 1936) ; chevalier du 6 mars 1918[3]
- Croix de guerre 1914–1918 (4 citations : 2x à l'ordre de l'armée, 1x à l'ordre du corps d'armée, 1x à l'ordre du régiment)[3]
- Croix de guerre 1939–1945, palme de bronze (27 mai 1947)[7]
- Médaille de la Résistance française (décret du 24 avril 1946) à titre posthume[7]
- Insigne des blessés militaires (2 blessures de guerre : le 16 juin 1915 et le 29 avril 1917)[3]
- Médaille commémorative de la guerre 1914–1918
- Plusieurs autres décorations

## Postérité
Son nom a été donné, en 1947, à la caserne Prince-Eugène située au 12, place de la République à Paris (là où il a été arrêté en 1941) et à celle de Saint-Denis de La Réunion.
Il est le parrain de la 51e promotion (1947-1948) de l'école des officiers de gendarmerie de Melun.
Une salle particulière lui est consacrée dans la salle des traditions du régiment de cavalerie, à l'état-major de la Garde républicaine à Paris.